# Infanterie-Regiment „von Courbière“ (2. Posensches) Nr. 19
Das Infanterie-Regiment „von Courbière“ (2. Posensches) Nr. 19 war ein Infanterieverband der Preußischen Armee.

## Geschichte
Der Verband wurde am 1. Juli 1813 (Stiftungstag) durch AKO aus dem III. Musketier-, dem I. und II. Reserve-Bataillon des 2. Westpreußischen Infanterie-Regiments in Glatz als 7. Reserve-Infanterie-Regiment gebildet. 1815 wurde das III. Bataillon in Füsilier-Bataillon und das Regiment in 19. Infanterie-Regiment (4. Westpreußisches) umbenannt. Am 10. März 1823 fand die nächste Umbenennung in 19. Infanterie-Regiment statt. Im Jahr 1859 wurden viele Offizier und Mannschaften an das Infanterie-Regiment Nr. 59 abgegeben. Am 4. Juli 1860 erhielt der Verband den Namen 2. Posensches Infanterie-Regiment Nr. 19
Am 1. April 1881 kam die 10. Kompanie an das Infanterie-Regiment Nr. 99 und am 1. April 1887 die 8. Kompanie an das 3. Westfälische Infanterie-Regiment Nr. 16. Kaiser Wilhelm II. benannte den Verband am 27. Januar 1889 zu Ehren des Generalfeldmarschalls Wilhelm René de l’Homme de Courbière (1733–1811) um und gab ihn die Bezeichnung Infanterie-Regiment „von Courbière“ (2. Posensches) Nr. 19. Das am 2. Oktober 1893 gebildete IV. (Halb-)Bataillon kam am 1. April 1897 zum Infanterie-Regiment Nr. 154.

### Befreiungskriege
1813Das Regiment kämpft während der Befreiungskriege 1813/15 bei der Belagerung von Glogau, dem Gefecht bei Zerbau, der Schlacht bei Großgörschen, der Schlacht bei Bautzen sowie dem Gefecht bei Neukirch. In der Schlacht bei Dresden im August 1813 war das Regiment Teil der 10. Brigade des II. Armee-Korps. Ferner kämpft es bei Kulm sowie in den Gefechten bei Hellendorf, Prina und Nollendorf sowie bei der Völkerschlacht von Leipzig und der Belagerung von Erfurt.
1814Es kämpfte in den Gefechten bei Sarrechamps, Champeaubert und Gue-a-Tremes. Anschließend befand es sich bei Laon, Claye und zum Schluss in der Schlacht bei Paris.
1815Im Sommerfeldzug von 1815 war das Regiment bei der 4. Brigade des I. Armee-Korps eingesetzt. Es kämpfte bei Wavre, bei Sevres und Meudon.

### Posen
1848 kam das Regiment während der Niederschlagung des Aufstandes in der Provinz Posen bei Xions, Miloslaw und Rogalin zum Einsatz.

### Kurhessischen
Im Rahmen des Kurhessischen Verfassungskonflikts und der durch König Friedrich Wilhelm IV. angeordneten Mobilmachung stand das Regiment am 8. November 1850 bei Bronnzell, ohne dabei in Kampfhandlungen verwickelt gewesen zu sein.

### Deutscher Krieg
Im Jahr 1866 war das Regiment zunächst bei der Division Beyer, dann bei der Division Goeben. Es nahm bei der Main-Armee an den Gefechten bei Dermbach, Kissingen, Aschaffenburg und Gerchsheim teil.

### Deutsch-Französischer Krieg
Das Regiment war während des Krieges gegen Frankreich 1870 Teil der 3. Reserve-Division. Es stand vom 19. August bis zum 27. Oktober vor Metz, nahm am Ausfallgefecht bei La-Grange-aux-Bois, den Schlachten bei Colombey und Noisseville sowie den Gefechten von Chieulles, Peltre und Bellevue teil. Nach den Einschließungen und Belagerungen von Mézières und Péronne wirkte es am 19. Januar 1871 bei Saint-Quentin.

### Verbleib
Nach Kriegsende wurde das Regiment ab dem 20. Dezember 1918 in Görlitz demobilisiert. Aus Teilen bildete sich das Freiwilligen-Infanterie-Regiment 19 mit zwei Bataillonen, zwei MG- und einer MW-Kompanie, das ab dem 3. Januar 1919 im Grenzschutz beim Freiwilligen-Korps Schlesien zum Einsatz kam. Diese Formation ging am 5. Juli 1919 mit der Bildung der Vorläufigen Reichswehr als III. Bataillon im Reichswehr-Schützen-Regiment 57 auf.
Die Tradition übernahm in der Reichswehr durch Erlass des Chefs der Heeresleitung General der Infanterie Hans von Seeckt vom 24. August 1921 die in Görlitz stationierte 11. Kompanie des 8. (Preußisches) Infanterie-Regiments.

## Regimentschefs
König Friedrich Wilhelm IV. ernannte am 13. November 1849 Joseph von Sachsen-Altenburg zum ersten Regimentschef. Nach dessen Tod blieb diese Stellung bis zur Ernennung des Generals der Infanterie Heinrich von Plonski am 23. August 1869 vakant. Letzter Regimentschef war ab dem 11. August 1906 der spätere K.u.k. Generaloberst Friedrich von Beck-Rzikowsky.

## Kommandeure
| Dienstgrad                  | Name                           | Datum                                                           |
| --------------------------- | ------------------------------ | --------------------------------------------------------------- |
| Major/Oberstleutnant/Oberst | Arnold von Schutter            | 01. Juli 1813 bis 7. Mai 1817                                   |
| Oberstleutnant/Oberst       | Anton von Zglinitzki           | 09. Juni 1817 bis 29. März 1830                                 |
| Oberst                      | Ferdinand von Valentini        | 30. März 1830 bis 5. Juni 1831                                  |
| Oberst                      | Ferdinand von Grabowski        | 08. Juni 1831 bis 29. März 1838                                 |
| Oberstleutnant/Oberst       | Ignaz von Szwykowski           | 30. März 1838 bis 15. Dezember 1842                             |
| Oberstleutnant/Oberst       | Meinhard von Ising             | 13. Januar bis 18. Oktober 1843 (mit der Führung beauftragt)    |
| Oberst                      | Meinhard von Ising             | 19. Oktober 1843 bis 5. März 1846                               |
| Oberstleutnant              | Ulrich von der Horst           | 31. März bis 24. September 1846 (mit der Führung beauftragt)    |
| Oberstleutnant/Oberst       | Ulrich von der Horst           | 25. September 1846 bis 5. Mai 1847                              |
| Oberstleutnant              | Elias Blumenthal               | 20. Mai 1847 bis 17. Januar 1848 (mit der Führung beauftragt)   |
| Oberstleutnant/Oberst       | Elias Blumenthal               | 18. Januar 1848 bis 8. August 1849                              |
| Oberstleutnant/Oberst       | Otto Scherbening               | 14. August 1849 bis 12. Juni 1854                               |
| Oberst                      | Eduard von Müller              | 13. Juni 1854 bis zum 14. Juni 1857                             |
| Oberst                      | Konstantin von Voigts-Rhets    | 15. Juni 1857 bis zum 3. Mai 1858                               |
| Oberstleutnant              | Otto von Gansauge              | 03. Juni bis 21. November 1858 (mit der Führung beauftragt)     |
| Oberst                      | Otto von Gansauge              | 22. November 1858 bis 17. Oktober 1861                          |
| Oberst                      | Otto von Glasenapp             | 18. Oktober 1861 bis 18. Mai 1866                               |
| Oberstleutnant/Oberst       | Otto von Henning auf Schönhoff | 19. Mai 1866 bis 5. Juni 1868                                   |
| Oberst                      | William von Goeben             | 06. Juni 1868 bis 12. April 1872                                |
| Oberstleutnant/Oberst       | Edmund Müller                  | 13. April 1872 bis 4. Februar 1878                              |
| Oberst                      | Alfred von Lewinski            | 05. Februar 1878 bis 17. November 1880                          |
| Oberst                      | Theodor von dem Knesebeck      | 18. November 1880 bis 13. Juli 1885                             |
| Oberst                      | Hermann Vogel von Falckenstein | 14. Juli 1885 bis 11. September 1886                            |
| Oberst                      | Hermann Blecken von Schmeling  | 23. September bis 3. Dezember 1886 (mit der Führung beauftragt) |
| Oberst                      | Hermann Blecken von Schmeling  | 04. Dezember 1886 bis 25. Mai 1887                              |
| Oberst                      | Konstantin von Hirsch          | 26. Mai 1887 bis 18. November 1889                              |
| Oberst                      | Erdmann von Schweinichen       | 19. November 1889 bis 21. November 1890                         |
| Oberstleutnant              | Otto von Brause                | 22. November bis 14. Dezember 1890 (mit der Führung beauftragt) |
| Oberst                      | Otto von Brause                | 15. Dezember 1890 bis 11. September 1894                        |
| Oberst                      | Kurt von Scheven               | 12. September 1894 bis 15. Juni 1896                            |
| Oberst                      | Siegmund Hiepe                 | 16. Juni 1896 bis 17. August 1897                               |
| Oberst                      | Thomas von Issendorff          | 18. August 1897 bis 17. Mai 1901                                |
| Oberst                      | Georg von Lueder               | 18. Mai 1901 bis 21. April 1905                                 |
| Oberst                      | Otto von Below                 | 22. April 1905 bis 23. März 1909                                |
| Oberst                      | August von Hahn                | 24. März 1909 bis 20. Februar 1911                              |
| Oberst                      | Richard von Kraewel            | 21. Februar 1911 bis 21. April 1912                             |
| Oberst                      | Max Schrötter                  | 22. April 1912 bis 1. August 1914                               |
| Oberstleutnant              | Hans von Arnim                 | 02. August bis 21. Oktober 1914                                 |
| Oberstleutnant              | Paul von Jordan                | 22. Oktober 1914 bis 1. April 1918                              |
| Major                       | Arthur von Oertzen             | 02. April 1918                                                  |
| Major                       | Ernst Hartmann                 | 1918                                                            |
| Oberst                      | Viktor Hoffmann                | 15. Februar bis 18. März 1919                                   |